# بحران اقتصادی ایران (۱۳۹۹–۱۳۹۷)
بحران اقتصادی ۱۳۹۹–۱۳۹۷ در ایران، دوره‌ای از رکود با تورم شدید بود که با هجوم نقدینگی به سمت بازارهای سفته بازی از اوایل سال ۱۳۹۶ و افزایش ارزپاشی بانک مرکزی برای تثبیت نرخ مبادله ریال شروع شد که در بهار سال ۱۳۹۷ با ناتوانی بانک مرکزی در ادامه تزریق ارز برای جذب ریال از بازار و رخ دادن بحران جهش نرخ ارز، اثرات این بحران اقتصادی در کف جامعه نمایان شد.
در این بحران اقتصادی مجموعه‌ای از خطاها و ناهماهنگی‌ها در سیاست‌گذاری‌های پولی، مالی، تجاری، بانکی و در نهایت ارزی در اقتصاد ایران که درگیر تورم بالای ناشی از فشار هزینه از ابتدای دهه ۹۰ بود موجب تصمیم برای تعیین نرخ بهره واقعی بسیار بالا و فزاینده برای سپرده‌های بانکی و انتشار اوراق قرضه دولتی با نرخ بهره بالاتر از نرخ سود سپرده‌های بانکی شد. این دو عامل موجب تشدید سرعت خلق نقدینگی با ضریب فزاینده (با نرخ بهره بالای پول داخل بانک‌ها) و ایجاد رکود اقتصادی شدید و بی سابقه از اول انقلاب اسلامی در ایران شد. در ادامه ناتوانی بانک‌ها در پرداخت سودهای بالا به سپرده‌ها به واسطه اتخاذ سیاست سود سپرده بالا و ناتراز شدن تعداد بالایی از آن‌ها و در نهایت ورشکستگی چندین بانک و عقب افتادن بورس از نرخ بهره واقعی بازار و فرار سرمایه از آن رخ داد. از ابتدای سال ۱۳۹۶ عدم اطمینان ایجاد شده به بانک‌ها و بازار پول و رکود در بازار سهام موجب تشدید انتقال سرمایه به سمت بازارهای دلالی مثل ارز و فشار بر این بازار شد، به طوری که در تیر ماه این سال رئیس بانک مرکزی در جلسه‌ای ویژه با هیئت دولت هشدار می‌دهد که اصرار بیشتر برای نگه داشتن قیمت ارز روی نرخ مشخص، صرف منابع ارزی بیشتری نیاز دارد و بانک مرکزی نمی‌تواند بیشتر تزریق کند و فاصله نرخ واقعی و اسمی ارز دارد بیشتر می‌شود، ولی رئیس جمهور وقت می‌گوید قبول ندارد. همچنین بانک مرکزی پیش بینی کرده بود با ادامه سیاست ارزی موجود اگر سال ۱۳۹۶ بدون جهش ارزی گذرانده شود، قطعا سال ۱۳۹۷ با جهش ارزی همراه خواهد بود. با ادامه با سیاست ارزی اشتباه بانک مرکزی در تاکید برای حفظ قیمت ارز‌های خارجی در قیمت پایین با فروش ذخایر ارزی خود در بازار از نرخ پایین بجای حراج هلندی، تخلیه تدریجی ذخایر ارزی بانک مرکزی و فراهم شدن زمینه جهش شدیدتر نرخ ارز انجام شد و در نهایت در ابتدای سال ۱۳۹۷ این جهش تشدید شده ارزی و نمایان شدن بحران اقتصادی انجام شد.
در این بین دو عامل خارجی نیز باعث تشدید جهش تورمی این بحران اقتصادی شدند. اولین مورد تلاش دولت برای سرکوب قیمت ارز و تزریق ارز در قیمت‌های پایین به بازار بود که انگیزه برای سودجویی و دلالی و جذب نقدینگی به این بازار را بالا برد و ده‌ها میلیارد دلار ذخایر ارزی بانک مرکزی را هدر داد. طبق گزارش‌هایی که بعدها منتشر شد سیاست‌گذار پولی به شکلی ذخایر ارزی بانک مرکزی را در سال ۱۳۹۵ و ۱۳۹۶ صرف تثبیت نرخ ارز و ارزپاشی در بازار کرده بود که در ابتدای سال ۱۳۹۷ اصطلاحا ذخایر ارزی بانک مرکزی خالی شده بود و در این شرایط شوک تحریم‌های خارجی در اردیبهشت ۱۳۹۷ بر بازار ارز ایران وارد شد. عامل دیگری خروج دولت آمریکا از برجام در ۱۷ اردیبهشت سال ۱۳۹۷ در فاصله یک ماه بعد از اعلام اجرای سیاست ارزی تثبیت چند نرخی ارز روی نرخ دلار ۴۲۰۰ تومان و شروع اعمال تحریم‌ها از ۶ ماه بعد از آن بود. اگرچه اعمال دوباره تحریم‌ها موجب تشدید جهش تورمی در ابتدای این بحران اقتصادی شد، ولی با توجه به اجرای سیاست ارز چند نرخی در ایران، موجب کاهش توانایی دولت ایران برای تزریق دلار نفتی به اقتصاد و چاپ ریال ما به ازای آن (با نرخ‌های تبدیل بسیار پایین که به کسری بودجه دامن می‌زد) شد و به محدود کردن تزریق نقدینگی به اقتصاد ایران و کنترل تورم و جلوگیری از ایجاد ابرتورم کمک کرد.
بانک جهانی در ماه آوریلِ سال ۲۰۱۸ چشم‌انداز اقتصاد ایران را مثبت توصیف برای آن نرخ رشد بیش از ۴ درصد را پیش‌بینی کرده بود. صندوق بین‌المللی پول نیز همچنین در ماه مارس رشد ۴ درصدی را پیش‌بینی کرده بود، اما با تغییر برآوردش در ماه سپتامبر، رشد منفیِ ۱٫۵ درصدی را برآورد کرد و همچنین طبق این، برآورد کرد نرخ بیکاری به ۱۲٫۸ درصد و نرخ تورم نیز به ۲۹٫۶ درصد افزایش می‌یابد که بیانگر رکود تورمی است. رشد اقتصادی ایران در سال ۲۰۱۹ به منفی ۹٫۵ درصد رسید.

## دلایل ایجاد و شروع بحران
دلیل بحران اقتصادی رخ داده، سیاست‌های اقتصادی اتخاذ شده از اوایل دهه ۹۰ در ایران و استفاده شدید و نامناسب از ابزار تعیین نرخ بهره و سود سپرده بانکی در اقتصاد برای کاهش تورم بدون برنامه جامعی برای افزایش تولید و رشد اقتصادی در شرایط تحریم و همچنین اقدان نکردن دولت برای رفع کسری بودجه و انتشار بی‌رویه اوراق قرضه دولتی توسط وزارت اقتصاد با نرخ بهره بالاتر از سود سپرده‌های بانکی برای جبران آن بود که موجب رقابت بانک‌ها در افزایش سود سپرده بانکی شد. این دو موجب حبس نقدینگی و تورم ایجاد شده در بانک‌ها و اوراق قرضه دولتی شد و این موجب افزایش نقدینگی با نرخ بهره بالای سود بانکی و اوراق قرضه در بانک‌ها (افزایش نقدینگی از طریق ظریب فزاینده) بدون رشد قابل توجه اقتصاد غیرنفتی که این نقدینگی را جذب کند شد. برای اجرای این سیاست کنترل تورم با حبس نقدینگی در بازارهای مالی در بازه سال ۱۳۹۲ تا ۱۳۹۶ اعمال بالاترین نرخ بهره واقعی اعمالی در اقتصاد یک کشور تا آن زمان در ایران ثبت شد شد.
این نرخ بهره واقعی بی‌سابقه بالا موجب رکود شدید فضای کسب و کار شد و در این شرایط بانک‌ها مجبور به پرداخت نرخ سودهای بسیار بالاتر از تورم شده بودند. در نتیجه نبود یک سیستم نظارت بانکی مؤثر برای تعیین تکلیف موسسات مالی و بانک‌های ناتراز و جلوگیری از رخ دادن ناترازی در آن‌ها، این موسسات وارد یک بازی پانزی پرداخت سود بیشتر برای جلوگیری از خروج سرمایه از بانک خود و ورشکستگی شدند و در نهایت ورشکستگی برخی از این بانک‌ها باعث فرار گسترده سرمایه از بانک‌ها به سمت بازارهای دلالی از جمله ارز و شروع یک دوره بحران ارزی و تورم بالا از نیمه دوم سال ۱۳۹۶ شد و شروع دوباره سیاست فشار حداکثری دولت ترامپ و خروج از برجام از ابتدای سال ۱۳۹۷ این بحران بانکی و ارزی را تشدید کرد و در بدترین زمان بخش بزرگی از منابع ارزی خارجی دولت هم قطع شد. دلیل ناتوان شدن بانک مرکزی برای کنترل نرخ سود تسهیلات، انتشار اوراق قرضه دولتی با نرخ بهره بالا (بالاتر از سود سپرده‌های بانکی) توسط وزارت اقتصاد بود. این اوراق ابتدا در سال ۱۳۹۳ بدین شکل به صورت گسترده منتشر شدند و در سال‌ ۱۳۹۵ با وجود کاهش تورم در شرایطی که سقف نرخ مصوب سود سپرده‌های بانکی ۱۵ درصد بود، این اوراق با نرخ سود ۲۳ تا ۳۰ درصد منتشر می‌شدند. در ابتدای سال ۱۳۹۶ اوراق قرضه جدید دولت یعنی سخاب با نرخ سود ۳۰ تا ۴۰ درصدی کشف قیمت شدند. انتشار این اوراق با نرخ سود بالاتر از نرخ سود سپرده‌های بانکی باعث شد بانک‌ها بهانه موجهی برای تبعیت نکردن از نرخ مصوب سود سپرده‌ها و برای جلوگیری از فرار سرمایه از بانک‌ها داشته باشند و عملاً دست بانک مرکزی برای کنترل نرخ سود بانکی و در نتیجه اعمال  سیاست پولی بسته شود و وزارت اقتصاد با تعیین حجم انتشار اوراق، از بازیگران اصلی تعیین نرخ بهره در بازار بود. همچنین تفکر مسئولان اقتصادی دولت این بود حال که نمی‌توانند کسری بودجه را رفع کنند، هرگونه انتشار اوراق بهتر از استقراض از بانک مرکزی است. از طرف دیگر انتشار این اوراق سبب تشدید رکود در اقتصاد و بورس شد که خود باعث چسبندگی تورم و کاهش نیافتن آن و طولانی شدن سیاست انقباضی شده بود.
برخی دیگر از اقتصاددانان آنچه که در سال ۱۳۹۷ با رها کردن نرخ ارز و فنر تورم انجام شد را عمدی دانسته‌اند. آن‌ها معتقدند در نتیجه سیاست پولی انقباضی شدید از سال ۱۳۹۲ که با رشد اقتصاد غیرنفتی نزدیک به صفر همراه بود، از این سال به بعد نقدینگی و تورم ایجاد شده در بانک‌ها حبس شده و با نرخ بهره بالا در حال ورشکست کردن بانک‌ها بودند، در نتیجه سیاست گذار پولی در نیمه دوم سال ۱۳۹۶ به عمد برای نجات بانک‌های ورشکسته اقدام به افزایش خلق نقدینگی و تورم کرد و اطلاعیه بانک مرکزی در سال ۱۳۹۶ برای مجاز کردن استقراض بی محدودیت بانک‌ها از بانک مرکزی را از شواهد اصلی آن می‌دانند.

### عوامل خارجی تاثیر گذار در بحران

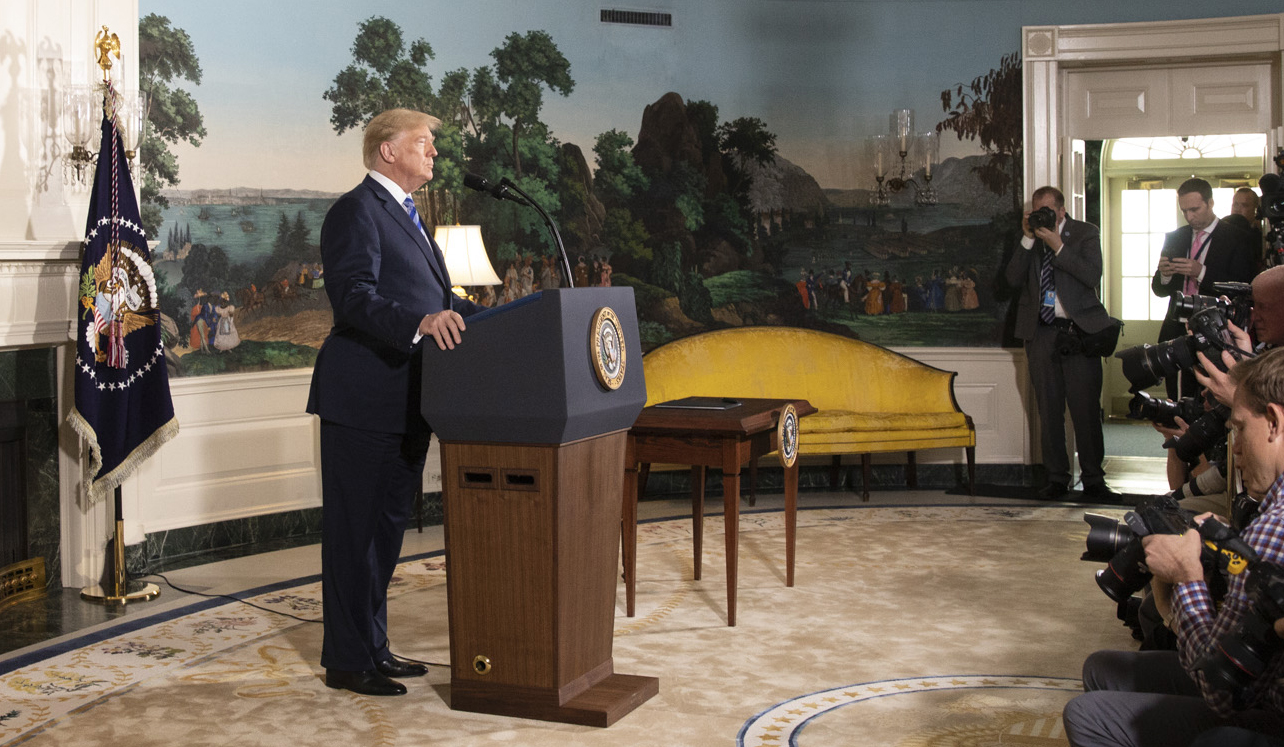
۸ مه ۲۰۱۸، دونالد ترامپ رسماً خروج ایالات متحده آمریکا را از برجام اعلام کرد.

به موجب بندهایی از برجام قرار بود که تحریم‌ها علیه ایران به موازات اعتمادسازی و پایبندی ایران به برجام از طرف اتحادیه اروپا و همچنین ایالات متحده برداشته شود و بخش‌هایی از آن نیز اجرا و در حال پیشرفت بود، ولی پس از خروج ایالات متحده آمریکا از برجام، بار دیگر بخشی از تحریم‌های آمریکا علیه ایران که در دولت باراک اوباما برداشته شده بود، با دستور دونالد ترامپ و تصویب سنای آمریکا مجدداً بازگشت و بحث تحریم نفت ایران بار دیگر از سوی ایالات متحده مطرح شد. خروج دولت آمریکا در ۱۷ اردیبهشت سال ۱۳۹۷ در شرایطی زمان بندی و انجام شد که طبق گزارش‌هایی که بعدها منتشر شد، سیاست‌گذار پولی در ایران به شکلی ذخایر ارزی بانک مرکزی را در سال ۱۳۹۵ و ۱۳۹۶ صرف تثبیت نرخ ارز و ارزپاشی در بازار کرده بود که در ابتدای سال ۱۳۹۷ اصطلاحا ذخایر ارزی بانک مرکزی خالی شده بود و در این شرایط شوک تحریم‌های خارجی در اردیبهشت ۱۳۹۷ بر بازار ارز ایران وارد شد و موجب تاثیر حداکثری تحریم‌های دوباره وضع شده شد.

#### سیاست فشار حداکثری و تحریم‌های آمریکا
بنا به آمار ارائه شده توسط شرکت کپلر، فروش نفت ایران پس از خروج آمریکا از توافق هسته‌ای برجام، به میزان ۴۰۰ هزار بشکه در روز کاهش یافته است که این رقم از حجم فروش نفت ایران در دوران جنگ ایران و عراق هم پایین‌تر است. این درحالی است که فروش نفت ایران پس از توافق برجام چیزی حدود ۲ میلیون و ۸۰۰ هزار بشکه در روز بوده است. از دیگر سو هند به عنوان عمده‌ترین خریدار نفتی ایران، پس از عدم تمدید معافیت خرید نفت ایران توسط آمریکا، خرید نفت از ایران را متوقف کرد. حتی در مقاطعی از سال ۲۰۱۹ میلادی، ایران فروش نفت زیر ۱۰۰ هزار بشکه در روز را نیز تجربه کرده است. بر همین اساس مطابق با برآوردهای برخی کارشناسان، کسری بودجه دولت در سال ۱۳۹۹ حداقل ۲۰۰ هزار میلیارد تومان تخمین زده شده که به‌نظر می‌رسد این موضوع علت اصلی استقراض ۱۰ هزار میلیارد تومانی دولت از بانک مرکزی است. در ۲۳ آبان ۱۳۹۸ حسن روحانی به کسری بودجهٔ ۳۰۰ هزار میلیارد تومانی دولت اذعان کرد و گفت:
«بالاترین درآمد مالیاتی که برای سال آینده پیش‌بینی شده، ۱۵۰ هزار میلیارد تومان است؛ اما برای اداره کشور به ۴۵۰ هزار میلیارد تومان نیاز است و حال باید پرسید ۳۰۰ هزار میلیارد تومان باقیمانده را باید از کجا آورد»
مقام‌های دولت آمریکا تحریم‌های اعمال شده علیه ایران را سخت‌ترین و فلج‌کننده‌ترین تحریم‌ها در طول تاریخ تمدن انسان نامیده‌اند.

### مداخلات دیگر خارجی
تحقیقات دادستان ویژه آمریکا دربارهٔ کمپین انتخاباتی ترامپ برگزاری جلسات متعدد بین نمایندگان عربستان سعودی (نظیر ژنرال احمد عسیری) با دولت ترامپ برای تضعیف و در نهایت براندازی دولت جمهوری اسلامی از مسیر اقتصادی، اطلاعاتی و نظامی را آشکار کرده است. ژنرال عسیری در جلسه ای در ریاض در مارس ۲۰۱۷، برای برنامه‌ریزی انجام عملیات‌های اطلاعاتی با هدف تخریب اقتصاد ایران، با سرمایه‌گذاری ۲ میلیارد دلاری دولت سعودی با چند شرکت خصوصی فعال در این زمینه حضور داشته است.

## آمار اقتصادی
در شهریور ۱۳۹۹، مرکز آمار ایران با انتشار گزارشی گفت که اقتصاد کشور طی بهار سال ۱۳۹۹، نسبت به بهار پارسال ۳٫۵ درصد کوچکتر شده است. گروه خدمات که نیمی از تولید ناخالص داخلی کشور را تشکیل می‌دهد با رشد منفی ۳٫۵ درصدی مواجه بوده، گروه صنایع و معادن رشد منفی ۴٫۴ درصدی و گروه کشاورزی نیز رشدی منفی ۰٫۱ درصدی داشته است. در زیرگروه بخش صنعت و معدن، بخش استخراج نفت و گاز در بهار سال جاری رشد منفی ۱۴٫۳ درصدی داشته است. بهار پارسال نیز این بخش نسبت به بهار سال ۹۷ رشد منفی ۳۵ درصدی داشت. تولید نفت ایران بنابر آمارهای اوپک طی دو سال گذشته نصف شده و به ۱٫۹ میلیون بشکه در روز رسیده است.
روز ۱۲ شهریور ۱۳۹۹، شرکت اطلاعات کالا، کپلر، طی اطلاعاتی که به رادیو فردا داد، می‌گوید متوسط صادرات نفت ایران در هشت ماه ابتدایی سال جاری میلادی روزانه ۲۸۷ هزار بشکه بوده است. صادرات نفت ایران در دوران پیش از تحریم‌های آمریکا علیه جمهوری اسلامی ۲ میلیون و ۵۰۰ هزار بشکه بود که تقریباً ۹ برابر حجم کنونی صادرات نفت ایران است. صادرات نفت ایران بنابر گزارش کپلر در ماه اوت به ۴۳۶ هزار بشکه در روز رسیده که بالاترین میزان از ژوئیه پارسال است. چین و سوریه تنها مشتریان علنی نفت ایران هستند، اما شرکت‌های ردیابی نفتکش‌ها می‌گویند ایران نفت خود را به‌صورت پنهانی و تحت نام نفت دیگر کشورها از جمله مالزی و اندونزی نیز می‌فروشد.
در ۱۸ اردیبهشت ۱۳۹۹، مرکز آمار ایران، نرخ تورم گروه عمده خوراکی‌ها، آشامیدنی‌ها و دخانیات در سال ۱۳۹۸ را ۴۲٫۶ درصد اعلام کرد که نسبت به سال گذشته ۳۴٫۸ درصد افزایش داشته است. بیشترین افزایش قیمت در سال ۹۸ نسبت به ۹۷ در گروه:
- «چای، قهوه و انواع نوشیدنی‌ها»
- «سبزیجات (سیب‌زمینی، پیاز)»
- «قند، شکر و شیرینی»

بوده در گروه غیرخوراکی بیشترین افزایش قیمت در سال ۹۸ مربوط به:
- «مبلمان و لوازم خانگی» (ظروف آشپزخانه، انواع شوینده)
- «حمل و نقل» (انواع خودرو و قطعات یدکی)
- «تفریح و فرهنگ» (تجهیزات رایانه و لوازم تحریر) بوده است.

### سقوط صادرات
در شهریور ۱۳۹۹، آمارهای جدید شرکای اصلی تجاری ایران نشان از افت چشمگیر صادرات ایران به این کشورها دارد و در کل صادرات آنها به ایران نیز کاهش یافته است. این آمار افت کل صادرات ایران به ۱۴۰ میلیون دلار در هفت‌ماهه ۲۰۲۰ نشان می‌دهد که علاوه بر قطع صادرات نفت، فروش کالاهای غیرنفتی ایران به هند نیز به شدت سقوط کرده است. گمرک ایران از ابتدای فروردین ۹۸ انتشار آمارهای تفصیلی تجارت خارجی غیرنفتی ایران را متوقف کرد، اما آمارهای سال ۹۷ نشان می‌دهد که صادرات غیرنفتی ایران به هند در کل این سال بیش از دو میلیارد دلار بوده است.
در اسفند ۱۳۹۹، خبرگزاری رویترز در یک گزارش اختصاصی به نقل از چند مقام تجارت خارجی هند نوشت که به خاطر کاهش اندوخته روپیه ایران، شرکت‌ها و بازرگانان هندی حاضر نیستند برای صادرات مواد غذایی مثل شکر، برنج و چای با ایران قراردادهای جدید امضا کنند و «بازرگانان هندی به دلیل تأخیر چند ماهه در پرداخت‌ها، از معامله با ایران امتناع می‌کنند» و صادرکنندگان هندی اطمینان ندارند که مبلغ قراردادهای جدید به موقع پرداخت شود.
- آمارهای جدید وزارت دارایی هند از افت ۲۳ برابری واردات این کشور از ایران طی هفت‌ماهه سال ۲۰۲۰ خبر می‌دهد. هند در هفت‌ماهه پارسال سه میلیارد و ۲۳۲ میلیون دلار واردات از ایران داشت، اما در دور مشابه امسال این رقم به ۱۴۰ میلیون دلار سقوط کرده است. وزارت دارایی هند روز ۱۹ شهریور ۱۳۹۹ گزارش داد که صادرات هند به ایران نیز در این مدت با افتی ۴۵ درصدی به یک میلیارد و ۵۷۵ میلیون دلار رسیده است. (این برای نخستین بار است که تراز تجاری دو کشور به ضرر ایران شده و صادرات هند به ایران ۱۱ برابر وارداتش بوده است) هند بعد از چین، بزرگ‌ترین مشتری نفتی ایران بود، اما از نیمه دوم سال ۱۳۹۸ نفتی از ایران نخریده است. همچنین کل واردات هند از کشورهای خارجی در هفت‌ماهه سال جاری تقریباً نصف شده و به ۸۸ میلیارد دلار رسیده است، موضوعی که نشان می‌دهد واردات کالاهای غیرنفتی این کشور از ایران نیز احتمالاً به شدت کاهش یافته است.[۴۷]
- چین به عنوان بزرگ‌ترین شریک تجاری، هنوز هم حجم بالایی از تجارت با ایران را دارد، اما صادرات هفت‌ماهه ایران به چین نیز با افتی ۶۱ درصدی به ۳٫۵ میلیارد دلار رسیده است. واردات ایران از چین نیز در همین دوره شش درصد کاهش یافته و به ۵٫۱۲ میلیارد دلار رسیده است.[۴۷]
- صادرات ایران به ترکیه از سه میلیارد دلار به ۵۸۰ میلیون دلار افت کرده است. واردات ایران از این کشور نیز با افتی ۳۱ درصدی به ۱٫۱۲ میلیارد دلار رسیده است. بدین ترتیب صادرات ترکیه به ایران دو برابر وارداتش از آن بوده است.[۴۷]
- در سال ۲۰۱۸ صادرات کره جنوبی به ایران ۲٫۳ میلیارد دلار و صادرات ژاپن به ایران ۷۲۵ میلیون دلار بود. صادرات ایران به کره جنوبی از ۲٫۱ میلیارد دلار به زیر هفت میلیون دلار سقوط کرده و وارداتش از ۲۸۲ میلیون دلار به ۱۰۵ میلیون دلار کاهش یافته است. بدین ترتیب صادرات ایران به کره جنوبی تقریباً قطع شده است. (قبل از تحریم‌های آمریکا، صادرات ژاپن و کره جنوبی به ایران چشمگیر بود)[۴۷]
- صادرات ایران به ژاپن از حدود ۱٫۲ میلیارد دلار به ۲۲ میلیون دلار کاهش یافته است، اما واردات هفت‌ماهه ایران از ژاپن نیز ۳۲ درصد افزایش یافته و به ۴۵ میلیون دلار رسیده است.[۴۷]
- روسیه نیز از شرکای عمده ایران است، اما در ماه مه گمرک روسیه تنها به آمارهای تجاری چهارماهه با ایران اشاره کرد و در این گزارش در مورد ایران و کوبا، برخلاف دیگر کشورها اشاره‌ای به میزان تغییرات سالانه تجارت نشده بود. این گزارش از صادرات ۵۴۲ میلیون دلاری و واردات ۲۰۵ میلیون دلاری از ایران طی چهار سال خبر داده بود، اما از آن زمان، گمرک روسیه کلا نام ایران را از لیست تجارت خارجی خود خارج کرد و در گزارش‌های جدید هیچ آماری دربارهٔ ایران منتشر نمی‌کند.[۴۷]
- اتحادیه اروپا تاکنون آمارهای شش‌ماهه دربارهٔ تجارت با ایران را منتشر کرده که تغییر چندانی نسبت به نیمه اول سال ۲۰۱۹ نشان نمی‌دهد، اما نسبت به دور مشابه سال ۲۰۱۸ به شدت سقوط کرده است.[۴۷]
- در تاریخ ۲۴ ژانویه ۲۰۲۰ اعلام شد تجارت ایران و چین افت چشمگیری در سال ۲۰۱۹ داشته است، به‌طوری که صادرات ایران به چین بیش از ۳۶ درصد کاهش داشته و به ۱۳ میلیارد و ۴۳۴ میلیون دلار افت کرد و صادرات چین به ایران نیز با کاهش حدود ۳۱ درصدی به ۹ میلیارد و ۵۹۰ میلیون دلار رسید.[۴۹]
- مرکز آمار ترکیه، صادرات این کشور به ایران در ۱۱ ماهه ۲۰۱۹ به ۲٫۱ میلیارد دلار رسید که نسبت به دور مشابه سال ۲۰۱۸ حدود ۲۰۰ میلیون دلار کاهش نشان می‌دهد. همین مرکز اعلام کرد واردات ۱۱ ماهه این کشور از ایران در سال ۲۰۱۹ را نزدیک ۳٫۲ میلیارد دلار عنوان کرده است. این رقم در دور مشابه سال ۲۰۱۸ حدود ۶٫۵ میلیارد دلار بود.[۵۰]
- روز یکشنبه ۲۷ مهر ۱۳۹۹، وزارت اقتصاد هند گزارش ۹ ماهه تجارت خارجی را منتشر کرد که نشان می‌دهد صادراتش به ایران ۱۰ برابر وارداتش از کشور بوده است. واردات هند از ایران طی این دوره به ۱۸۹ میلیون دلار رسیده است، در حالی که در دور مشابه پارسال، این رقم سه میلیارد و ۳۲۳ میلیون دلار بود. بدین ترتیب صادرات ایران به هند تقریباً ۱۸ برابر افت کرده است. صادرات هند به ایران نیز در ۹ ماهه سال جاری میلادی به یک میلیارد و ۸۱۹ میلیون دلار رسیده است که نسبت به دور مشابه پارسال ۴۳ درصد کاهش نشان می‌دهد. بدین ترتیب، صادرات هند به ایران ۱۰ برابر وارداتش از کشور بوده است. این در حالی است که در سال ۲۰۱۸ و قبل از تحریم‌های آمریکا، صادرات ایران به هند پنج برابر وارداتش از این کشور بود.[۵۱]

### کسری شدید بودجه
مرکز پژوهش‌های مجلس با انتشار گزارشی ۵۱ صفحه ای در دی ۹۸ گفت حتی با وجود استقراض، باز هم نصف بودجه سال آینده ایران کسری خواهد داشت و قابل تحقق نیست و: «توازن بودجه صرفاً تا حدود زیادی روی کاغذ انجام شده و بودجه در فرایند اجرا با کسری قابل توجهی مواجه خواهد شد». این گزارش می‌افزاید تلاش دولت برای توازن بودجه، عمدتاً به استفاده از استقراض از طریق انتشار اوراق قرضه یا صندوق توسعه ملی محدود شده و با وجود این، باز هم این هدف محقق نشده است و معادل نصف بودجه و بیشتر، کسری است که به طوری صوری (به‌رغم استقراض) تراز شده است. این گزارش با تحلیلی از وضعیت بد اقتصادی کشور به چندین نکته اشاره کرد که یکی از آنها می‌گوید «هر کودکی که امسال در کشور به دنیا می‌آید، با حداقل هشت میلیون تومان بدهی عمومی انباشته چشم به جهان خواهد گشود».

### افزایش بدهی خالص
در روز دوشنبه ۲۸ مهرماه ۱۳۹۹، صندوق بین‌المللی پول در گزارشی که منتشر کرد گفت بدهی خالص دولت ایران در سال ۲۰۲۰ به حدود ۲۶۰ میلیارد دلار خواهد رسید. این رقم معادل ۴۴ درصد از کل تولید ناخالص داخلی کشور است. در سال ۲۰۱۸ و قبل از اعمال تحریم‌های آمریکا، بدهی خالص دولت ایران زیر ۱۱۸ میلیارد دلار بود. به این ترتیب، بدهی خالص دولت ایران از سال ۲۰۱۸ تا پایان سال جاری میلادی تقریباً ۲٫۲ برابر خواهد شد. صندوق بین‌المللی پول در ادامه نوشت کسری کل بودجه، شامل بودجه دولت، در سال جاری حدود ۵۸ میلیارد دلار، معادل تقریباً یک دهم اقتصاد کشور خواهد بود. کل بدهی خالص دولت ایران به ۲۵۸ میلیارد دلار خواهد رسید که ۱۱٫۶ میلیارد دلار آن بدهی خارجی است. صندوق بین‌المللی پول پیش‌بینی کرد که رشد اقتصادی غیرنفتی ایران در سال ۲۰۲۰ میلادی منفی ۴٫۵ درصد باشد و رشد اقتصادی نفتی ایران منفی ۸٫۵ درصد باشد.
در گزارش صندوق بین‌المللی پول آمده که ذخایر ارزی قابل دسترسی برای جمهوری اسلامی در سال ۲۰۲۰ میلادی کمتر از ۹ میلیارد دلار خواهد بود، در حالی که این رقم در سال ۲۰۱۸ حدود ۱۲۲ میلیارد دلار بود. صندوق بین‌المللی پول در این گزارش به کل ذخایر ارزی ایران اشاره نکرده، اما در گزارش ماه آوریل ۲۰۲۰ پیش‌بینی کرده بود که ذخایر ارزی ایران در سال جاری ۸۵ میلیارد دلار باشد. به این ترتیب، چنانچه ذخایر ارزی ایران در این مدت کاهش نیافته باشد، ۹۰ درصد از ذخایر ارزی ایران در خارج از کشور مسدود شده و تنها دسترسی به ۸٫۸ میلیارد دلار آن میسر است.
سال ۹۸ نیز با توجه به این‌که دولت ایران صادرات روزانه ۱٫۵ میلیون بشکه نفت را در بودجه گنجانده بود اما نتوانست حتی نیمی از آن را صادر کند، با کسری چشمگیر بودجه مواجه شد. مرکز پژوهش‌های مجلس دی‌ماه ۹۸ با انتشار گزارشی گفته بود حتی با وجود استقراض، باز هم نصف بودجه سال ۱۳۹۹ ایران کسری خواهد داشت و قابل تحقق نیست.

## بحران قیمت گوشت
در حین بحران اقتصادی گوشت قرمز دچار کمبود و افزایش بهای چند برابری شد که از میانه سال ۱۳۹۷ شروع و در ماه‌های پایانی پاییز اوج گرفت. بحران گوشت به یکی دیگر از چالش‌های بزرگ دوران دوم دولت حسن روحانی تبدیل شد.
با ادامه بحران اقتصادی در سال ۱۳۹۷ و کم شدن سطح درآمد بسیاری از طبقات اجتماعی مردم در ایران و همچنین افزایش مخارج تأمین نیازهای اولیه گذران زندگی، قیمت گوشت نیز با افزایش چند برابری مواجه شد و قیمت انواع گوشت قرمز و همچنین مرغ و ماهی به بالاترین حد خود تاکنون رسید. سوء مدیریت دولتی و افزایش هزینه‌های تولید برای دامداران و عدم کنترل در قاچاق دام از مناطق مرزی به کشورهای مجاور و همچنین احتکار و کمبود گوشت در بازار و نبود برنامه وارداتی مناسب که جواب گوی نیاز جامعه باشد و انحصار تولید و توزیع از برخی از عوامل این بحران شمرده شده‌اند. در اواخر پاییز ۱۳۹۷، قیمت گوشت قرمز در ایران مرز ۱۰۰ هزار تومان در هر کیلو را درنوردید و در برخی شهرهای بزرگ و مناطق پایتخت ایران تا ۱۲۰ هزار تومان در کیلو نیز فروخته شد. فریبرز رئیس‌دانا اقتصاددان ایرانی، برنامه اقتصاد مقاومتی و انحصارطلبی در خصوص تولید و توزیع گوشت را از عوامل بروز این بحران عنوان می‌کند.

### اقدامات
کمبود گوشت قرمز در ایران یکی از علل اصلی افزایش بهای گوشت عنوان می‌شود، دولت تصمیم گرفته است تا با واردات گوشت منجمد از کشورهایی مانند برزیل و گوشت گرم از استرالیا و قزاقستان و همچنین دام زنده از رومانی بخشی از این کمبود را جبران کند و قیمت‌ها را تثبیت نماید ولی در سال ۱۳۹۷ موفق نبود در حل این بحران نقشی قابل توجه را ایفا کند. برخی رسانه‌های داخل ایران نیز با انعکاس گزارش و مستنداتی واسطه‌گری بین شرکت‌های وارد کننده، شرکت امور پشتیبانی دام و شرکت‌های توزیع کننده را از علل ناکارآمدی واردات گوشت برشمرده اند.

## بحران قیمت مسکن
در ۲۷ بهمن ۱۳۹۹، به نوشته روزنامه دنیای اقتصاد، اگر نرخ‌ها ثابت بماند، خرید خانه در ایران ۱۰۹ سال طول می‌کشد در حالی که در جهان، خریدن خانه بعد از ۱۰ سال «غیرعادی» تلقی می‌شود.
بعد از تشدید بحران اقتصادی در ۱۳۹۸، وبسایت تابناک در ۹ تیر ۱۳۹۸ در این زمینه نوشت که افزایش قیمت مسکن عملاً خرید خانه را برای خیلی از مردم دشوار کرده است و به همین علت، تعداد معاملات مسکن در تهران در مقایسه با خرداد سال ۱۳۹۷ حدود ۶۰ درصد کاهش داشته است. تابناک با اشاره به افزایش قیمت مسکن در ۱۵ ماه گذشته (از تیر ۹۸) افزود که هر ماه، مردم برای خرید و حتی اجاره یک سرپناه برای زندگی خود، «ناامیدتر از ماه قبل می‌شوند». این گزارش حاکیست که در برخی شهرها مانند کرمان، به دلیل افزایش اجاره بها و قیمت مسکن، «مردم کانکس‌ها را به عنوان سرپناهی برای خود انتخاب کرده‌اند».
در فروردین ۹۹، علاوه بر شیوع کرونا آمار رسمی حاکی از سه برابر شدن خرید خانه در ترکیه بود و ۱۷ درصد از کل منزل‌های فروخته شده متعلق به ایرانیان بود. در تیر ۹۹، ایرانی‌ها سهمی ۲۵ درصدی از کل منازل فروخته‌شده در ترکیه به خارجی‌ها را داشتند و برای پنج ماه صدرنشین بودند. سید علی خامنه‌ای در شهریور ۹۹، خریدن ملک در خارج را به عنوان یک «مشکل» نام برد و دستور برخورد دولت با آن را داد.

### در سال ۱۳۹۷
بنابر گزارش روز چهارم مرداد ۱۳۹۷ بانک مرکزی ایران از تحولات بازار مسکن تهران در تیرماه ۹۷، قیمت هر متر مربع زیربنای واحد مسکونی معامله‌شده در این ماه به شش میلیون و ۹۷۰ هزار تومان رسید که در مقایسه با تیرماه ۱۳۹۶، ۵۴٫۲ درصد افزایش داشت و قیمت یک متر مربع زیربنای مسکونی در تیرماه در مقایسه با ماه قبل از آن، (خرداد ۹۷)، افزایشی ۷٫۱ درصدی را نشان می‌دهد.
بر اساس این گزارش، افزایش قیمت‌ها سبب شده است تعداد دادوستدهای اپارتمان‌های مسکونی شهر تهران در تیرماه نسبت به خردادماه با کاهشی ۹٫۲ درصدی به ۱۳٫۵ هزار واحد مسکونی رسید. شمار دادوستدهای آپارتمان‌های مسکونی پایتخت در تیرماه ۹۷ نسبت به ماه مشابه پارسال نیز با ۷ درصد کاهش همراه بود. بررسی دوره چهارماهه نخست ۱۳۹۷ در این گزارش نیز نشان می‌دهد که قیمت متوسط هر مترمربع زیربنای مسکونی شهر تهران در این چهار ماه به بیش از شش میلیون و ۲۵۰ هزار تومان رسید که نسبت به دوره چهارماهه پارسال، با ۴۱٫۳ درصدی رشد قیمتی همراه بود.
بر اساس گزارش بانک مرکزی جمهوری اسلامی، در تیرماه ۱۳۹۷، شاخص کرایه مسکن اجاری در شهر تهران نسبت به تیرماه پارسال، ۱۳٫۶ درصد رشد داشت. شاخص کرایه مسکن اجاری در کل مناطق شهری ایران در این ماه در مقایسه با ماه مشابه پارسال، با بیش از ۱۱ درصد افزایش به کار خود پایان داد.

### در سال ۱۳۹۸
گزارش خرداد ۱۳۹۸ بانک مرکزی در مورد تحولات معاملات بازار مسکن در شهر تهران نشان می‌دهد که قیمت هر مترمربع مسکن با رشد ۱۰۴ درصدی نسبت به ماه مشابه سال ۹۷، به ۱۳ میلیون و ۳۰۰ هزار تومان رسیده است.
بر اساس گزارشی که روز ۲۴ آبان ۱۳۹۸ در سایت مرکز آمار منتشر شد، قیمت فروش یک مترمربع زمین یا زمین ساختمان مسکونی کلنگی در تابستان سال جاری به بالای ۱۸٫۶ میلیون تومان و قیمت هر متر مربع مسکن به حدود ۱۳٫۷ میلیون تومان رسیده است و قیمت فروش یک مترمربع زمین یا ساختمان مسکونی کلنگی در شهر تهران طی تابستان ۹۸ نسبت به تابستان نود و هفت ۱۳۱٫۷ درصد افزایش یافته است.
قیمت مسکن نیز در همین دوره ۸۰٫۱ درصد افزایش یافته و متوسط مبلغ اجاره به علاوه سه درصد ودیعه پرداختی برای اجاره یک متر مربع زیربنای مسکونی نیز ۳۱٫۲ درصد رشد داشته است. در این حال تعداد معاملات زمین و ساختمان مسکونی کلنگی بیش از ۵۵ درصد و تعداد معاملات مسکن بیش از ۷۰ درصد نسبت به تابستان پارسال کاهش یافته است.

### در سال ۱۳۹۹
بر اساس آمار وزارت راه و شهرسازی ایران، خرید و فروش مسکن در تهران در فروردین ۹۸ به نسبت ماه پیش از آن ۸۷ درصد کاهش یافت. بر اساس این آمار رسمی، در اولین ماه سال ۹۹، ۱۰۹۶ فقره قرارداد در سامانه املاک و مستغلات ثبت شد که در مقایسه با ۹۰۷۷ فقره قرارداد اسفند ۹۸، ۸۷ درصد کاهش را نشان می‌دهد. در پی افزایش شدید بهای مسکن در سال ۹۹ و آشفته شدن بازار، سایت‌های خرید و فروش و اجاره مسکن قیمت‌ها را حذف کرده‌اند.
روز ۷ خرداد ۱۳۹۹، بانک مرکزی در گزارش خود، گفت قیمت مسکن در دو ماه ابتدایی سال جاری خورشیدی نسبت به دور مشابه پارسال به شدت افزایش و تعداد معاملات مسکن کاهش یافته است. متوسط قیمت مسکن در تهران طی دوماهه اول سال ۹۹ نسبت به دور مشابه پارسال حدود ۳۵ درصد افزایش داشته و نسبت به دور مشابه سال ۹۷ نیز سه برابر شد. بر اساس این گزارش، متوسط قیمت هر متر مربع مسکن در دوماهه ابتدایی سال ۹۷ حدود ۵٫۷ میلیون تومان بود، این رقم پارسال به حدود ۱۲ میلیون تومان رسید و در فروردین و اردیبهشت امسال نیز تا ۱۷ میلیون تومان اوج گرفت.
در ۴ تیر ۱۳۹۹، دفتر برنامه‌ریزی و اقتصاد مسکن وزارت راه و شهرسازی گفت قیمت مسکن در تهران طی خرداد ۹۹ نسبت به ابتدای سال جاری ۲۳ درصد و نسبت به خرداد پارسال ۴۲ درصد رشد داشته است. متوسط قیمت مسکن در خرداد ماه از ۱۹ میلیون تومان برای هر متر مربع فراتر رفته است. این رقم در اردیبهشت امسال ۱۷ میلیون تومان و در فروردین ماه ۱۵٫۵ میلیون تومان بود. قیمت مسکن در ایران از ابتدای سال ۹۷ چهار برابر شده است.
در مرداد ۱۳۹۹ بر اساس گزارش ماهانه «بازار مسکن تهران»، قیمت مسکن در برخی شهرها و شهرک‌های اطراف تهران، طی یک سال اخیر، تا پنج برابر افزایش داشته است. قیمت مسکن در برخی مناطق اطراف تهران از میانگین رشد قیمت مسکن در تهران نیز فراتر رفته و بین ۱۰۰ تا ۵۰۰ درصد نسبت به قیمت‌های سال گذشته افزایش یافته است. بر اساس این گزارش، مسکن در شهر پردیس حدود ۵۰۰ درصد، در پرند حدود ۲۰۰ درصد و در هشتگرد ۱۰۰ تا ۱۵۰ درصد نسبت به قبل از نوسانات بازار مسکن گران‌تر شده است.

## تحلیل اقتصادی

### ایران
در مرداد ماه ۱۳۹۷ نیز جمعی از استادان و تحلیلگران اقتصادی ایران به حسن روحانی دربارهٔ وقوع بحران اقتصادی در ایران هشدار دادند. در این نامه به علل ریشه‌های بحران چند لایه و بسیار گسترده اقتصاد کنونی ایران اشاره شده و الگوی فعلی اقتصاد ایران «ضد تولید و غیر مردمی» ارزیابی شده است. ۳۸ اقتصاددان امضاکننده نامه، ۳۰ دلیل اساسی که اقتصاد فعلی کشور را بحران‌زده کرده است یکایک برشمرده‌اند و ۲۰ راهکار برای خروج از آن پیشنهاد داده‌اند.
در بخشی از این نامه آمده است: «در واقع قرار بود اقتصاد دولتی به اقتصاد رقابتی تبدیل شود اما در عمل ما با یک اقتصاد رفاقتی روبرو شدیم؛ این ساختار رفاقتی پدید آمده از مناسبات قدرت ثروت منجر به دو پیامد مهم در اقتصاد ایران شد که وجه تمایز اقتصاد کنونی با گذشته است.» در پایان نیز اعلام شده که: گزاره‌های فوق مستند به شواهد آماری است که بتدریج به اطلاع عموم مردم خواهد رسید.

### جهان
کارشناسان اقتصادی جهان با بررسی وضعیت کنونی اقتصاد ایران بر این باورند که اقتصاد ایران به سوی وضعیتی مانند بحران اقتصادی ونزوئلا پیش می‌رود. گارت فریزن، فعال اقتصادی و کارشناس و تحلیلگر مجله اقتصادی فوربز در وبگاه مجله، وضعیت کنونی اقتصاد ایران را متزلزل توصیف کرد و پیش‌بینی کرد که اگر ایران تحت فشارهای آمریکا نتواند نفت خود را بفروشد با یک بحران خطرناک ژئوپلیتیکی روبرو خواهد شد.
صندوق بین‌المللی پول در جدیدترین گزارش خود، نرخ رشد اقتصاد جهان را در سال‌های ۲۰۱۸ و ۲۰۱۹ اعلام کرد، در این گزارش نرخ تورم ایران در سال جاری در حدود ۳۰ درصد پیش‌بینی شده است.
استیو هانکه، اقتصاددان آمریکایی دانشگاه جان هاپکینز، در فروردین ۱۳۹۸، فهرستی از کشورهای فلک‌زده جهان منتشر کرد که ایران بخاطر وضعیت اقتصادی بحرانی و تورم بالا در کنار ونزوئلا که اقتصاد فروپاشیده‌ای دارد، یکی از کشورهای فلاکت‌زده معرفی شده بود. همچنین او معتقد است که حتی اگر تحریم‌ها رفع شود «ورود ایران به اقتصاد جهانی کند خواهد بود» و در ادامه اظهار کرد:
ایران مشکلات زیادی دارد. این کشور باید یک خانه تکانی جدی در اقتصادش انجام دهد و بنیان‌های این اقتصاد را از نو بریزد. اگر ایران این وضعیت موجود را ادامه دهد، هیچگاه نمی‌تواند به اقتصاد جهانی وارد شود، حتی اگر همه تحریم‌های بین‌المللی هم بر طرف شود. چرا که اقتصاد این کشور بسیار آشفته است، سیستمی است که به نوعی وضعیتی سوسیالیست دارد و تقریباً نشانه‌ای از بازار جهانی یا اقتصاد لیبرال در آن دیده نمی‌شود.

از هر جهت این اقتصاد مشکل دارد، یکی از پاشنه‌های آشیل این اقتصاد، مشکلات ایران در منابع آب است. مدیریت آب در ایران حکومتی است، و حکومت توانایی این کار را ندارد. حکومت ایران خطوط قرمز فراوانی را اطراف موضوعات کشیده است. دخالت‌های سیاسی و مذهبی در همه تجارت‌های عادی مطرح است. به نوعی یک غول است که توسط خطوط قرمز به اسارت گرفته شده است و خطوط قرمز توسط حکومت و رهبران دینی تعریف می‌شود. در نتیجه تا موقعی که این خطوط قرمز وجود داشته باشد، اتفاقی برای اقتصاد ایران نمی‌افتد، حتی اگر تحریم‌ها برداشته شوند.— استیو هانکه، در گفت و گو با رادیو فردا

## اقدامات
رئیس دفتر دولت حسن روحانی در پی ادامه بحران اقتصادی و افزایش قیمت کالاهای اساسی و مایحتاج عمومی در ایران اعلام کرد، بنا به دستور رئیس‌جمهور قرار شده است که برای مهار گرانی، انبارها سریعاً تخلیه و اجناس آن وارد بازار شوند.
در پی رکورد شکنی و افزایش بی‌سابقه نرخ ارز در ایران، حسن روحانی در تاریخ ۱۳۹۷/۰۵/۰۳ شمسی بنا به پیشنهاد مسعود کرباسیان، وزیر امور اقتصادی و دارایی ایران، طی حکمی عبدالناصر همتی را به عنوان رئیس کل بانک مرکزی ایران منصوب گردید. ولی‌الله سیف رئیس پیشین نیز به سمت مشاور رئیس‌جمهور در امور پولی و بانکی تعیین شد.
با ادامه بحران اقتصادی نمایندگان مجلس شورای اسلامی ابتدا در ۱۷ مرداد علی ربیعی، وزیر کار و امور اجتماعی را استیضاح و از کار برکنار کردند و در ۴ شهریور نیز با عدم رای اعتماد به مسعود کرباسیان وزیر اقتصاد و دارایی، موجب شدند تا دومین وزیر دولت یازدهم نیز عزل شود. حسن روحانی برای دفاع در این جلسه برای دفاع از وزیر اقتصاد کابینه‌اش و ادای توضیحات حاضر نشد. نمایندگان در ادامه به همین نیز راضی نشدند و ۲ روز بعد در ۶ شهریور با طرح ۵ سؤال اقتصادی از رئیس‌جمهور از وی دربارهٔ این مشکلات توضیحات خواستند که در نهایت به ۴ پاسخ قانع نشدند.
۵ سئوالی که ۸۲ نفر از نمایندگان مجلس شورای اسلامی از رئیس‌جمهوری داشتند که فقط پاسخ دوم وی نمایندگان را قانع کرد، این جلسه به صورت علنی و به صورت زنده از صدا و سیمای ایران پخش شد:
- عدم موفقیت دولت در کنترل قاچاق کالا و ارز.
- دلیل استمرار تحریم‌های بانکی با گذشت بیش از ۲ سال از برجام.
- عدم اقدام شایسته و مثبت دولت دربارهٔ کاهش نرخ بیکاری.
- رکود اقتصادی شدید چندین ساله علی‌رغم وعده‌های مکرر دولت.
- افزایش شتابان نرخ ارزهای خارجی و کاهش شدید ارزش پول ملی.[۹۰]

در اوایل مهرماه «شورای‌عالی هماهنگی اقتصادی» تصمیم گرفت تا برای نخستین بار به بانک مرکزی ایران اجازه دهد تا «عملیات بازار باز» را برای مهار بحران اقتصادی اجرایی کند. این روش در دهه‌های گذشته به‌عنوان کارآمدترین ابزار برای ثبات در بازار پول جهان شناخته شده است که می‌تواند علاوه بر کمک به کنترل تورم، زمینه‌ساز و محرک اقتصاد از رکود به رونق و برداشتن مسئولیت از دوش شبکه بانکی کشور برای تأمین نیاز مالی دولت باشد.
با سقوط ریال که در طول بیست سال گذشته ارزش آن روند نزولی داشته، رئیس بانک مرکزی و مقامات جمهوری اسلامی اعلام کردند که قرار است صرفاً به جهت سهولت در محاسبات مالی و آماری، چند صفر از پول ملی ایران حذف شود تا ارزش ظاهری پول جمهوری اسلامی ایران در مقابل سایر ارزها متعادل‌تر به نظر آید. اگرچه زمان دقیقی برای اجرای این طرح رسماً اعلام نشده اما گمانه‌زنی‌ها حاکی از آن است که تا قبل از سال ۱۴۰۰ اتفاق خواهد افتاد. ممکن است واحد پولی جدید ایران، «تومان» نامگذاری شود که در کنار آن زیر پول «قران» نیز وجود خواهد داشت.
اصطلاح اقتصاد مقاومتی نخستین بار، توسط سید علی خامنه‌ای در شهریور ۱۳۸۹ (ریاست جمهوری محمود احمدی‌نژاد) به کار برده شد. خامنه‌ای «اقتصاد مقاومتی» را روشی برای مقابله با تحریم‌های اقتصادی بین‌المللی علیه ایران می‌داند. او در حالی اصطلاح «اقتصاد مقاومتی» را استفاده کرد که شورای امنیت سازمان ملل متحد در چهار قطعنامه از شش قطعنامه‌ای که در مورد برنامه اتمی ایران صادر کرده بود، تحریم‌هایی را علیه ایران در نظر گرفته بود. همچنین اتحادیه اروپا و دولت‌های آمریکا، کانادا، استرالیا، ژاپن و کره جنوبی نیز تحریم‌هایی یک جانبه علیه ایران اعمال کرده‌اند تا این کشور را به توقف غنی سازی اورانیوم و تبعیت از قطعنامه‌های شورای امنیت وادار کنند. اقتصاد ایران در اثر این تحریم‌های بین‌المللی و سیاست‌های دولت محمود احمدی‌نژاد، به شدت تحت فشار بوده و وضعیتی بحرانی پیدا کرده بود.

### معاوضه نفت با کالا
روز پنج‌شنبه ۱ آبان ۱۳۹۹، بیژن زنگنه وزیر نفت دولت روحانی، در نشستی مشترک با وزیران صنعت، معدن و تجارت، جهاد کشاورزی و رئیس کل بانک مرکزی با اشاره به موافقت رئیس‌جمهوری ایران با پیشنهاد وزارت نفت برای ایجاد پنجره‌ای واحد به منظور واردات کالا از طریق صادرات نفت، اعلام کرد «از هفته آینده کار عملیاتی را آغاز می‌کنیم». عبدالناصر همتی رئیس بانک مرکزی جمهوری اسلامی نیز در این زمینه گفت تأمین کالاهای مورد نیاز کشور اعم از کالاهای اساسی و ضروری و همچنین مواد اولیه مورد نیاز بخش تولید، اولویت نخست تهاتر (معاوضه) کالا با نفت است. وی مدعی شد «روش تهاتر یکی از شیوه‌های کلاسیک مقابله با تحریم‌ها و توسعه تجارت خارجی کشورهاست». رئیس بانک مرکزی گفت با اجرای این برنامه شاهد «تحول بزرگی» در حوزه تجارت خارجی کشور خواهیم بود و حتماً تجارت خارجی در نیمه دوم سال افزایش می‌یابد.
اظهارات وی دربارهٔ کارایی تهاتر برای مقابله با تحریم‌ها در حالی است که قبلاً نیز جمهوری اسلامی از این روش برای فروش نفت خام به روسیه، کره جنوبی و اتحادیه اروپا استفاده کرده بود، اما موفقیتی در پی نداشت. از طرفی طبق گزارش‌ها هم‌اکنون نیز ایران از تهاتر برای تجارت خارجی استفاده می‌کند و چندان موفقیتی در صادرات نفت ندارد.
مرداد سال ۹۹، حسین مدرس خیابانی سرپرست سابق وزارت صنعت، معدن و تجارت گفته بود، «دولت ایران به ناچار برای تجارت با کشورهای دیگر از روش‌های منسوخ مثل تهاتر استفاده می‌کند». و با اشاره به تحریم‌های آمریکا گفت استفاده از روش‌هایی چون تهاتر «برای بسیاری از تجار در سراسر دنیا باورکردنی و قابل تصور نیست».

### احیای واحدهای صنعتی
یکی از راهکارهای دولت یازدهم احیای واحدهای راکد و نیمه فعال بود. در آبان ماه ۱۳۹۹، به ادعای سرپرست سازمان صنایع کوچک و شهرک‌های صنعتی، ۸۱۹ واحد صنعتی از ابتدای سال ۹۹ در شهرک‌ها و نواحی صنعتی ایران مجدد راه اندازی و احیا شد. بیشترین تعداد واحدهای صنعتی مجدد راه اندازی شده در استان تهران با ۸۴ واحد، استان مازندران با ۶۲ واحد صنعتی و استان‌های اصفهان و قم با احیای ۶۱ واحد صنعتی بوده است. بیست واحد تولیدی نیمه فعال در سال ۹۶ در بروجرد طی این طرح احیا شد و برنامه‌ریزی شده که ۲۰واحد دیگر تا پایان سال ۹۹ در این شهر مجدداً راه اندازی شود.

## تبعات اقتصادی

### تعطیلی و تعدیل نیرو
با بالا گرفتن وضعیت ناپایدار اقتصادی و تعطیلی بسیاری از کارخانه‌جات و صنایع تولیدی کشور به دلیل کمبود مواد اولیه تولید و عدم اختصاص ارز وارداتی از طرف دولت و همچنین احتکار کالاهای ضروری از طرف افراد سودجو که به منجر به کم شدن این کالاها در بازار شده است، در سال ۱۳۹۷ قیمت برخی از کالاهای اساسی و ارزاق عمومی مردم رشد چند برابری پیدا کرد و برخی از گزارش‌ها حاکی از آن بود که مردم برای خرید این کالاها به فروشگاه‌های بزرگ و زنجیره‌ای هجوم آورده‌اند و قفسه‌ها را خالی کردند. قیمت انواع خودرو نیز در بازار ایران به شدت افزایش یافت. به ادعای یک مسئول سازمان بسیج کارگران و کارخانجات کشور در سال ۹۹ بیش از ۱۴۶۰ کارخانه و مراکز تولید بخاطر «بدهی و عقب افتادگی اقساط تسهیلات دریافتی» تعطیل شده‌اند.
به دلیل آنچه که وضعیت بد رکود اقتصادی و نوسان ناپایدار نرخ ارز خوانده می‌شد، فروشگاه اینترنی دیجی‌کالا؛ بزرگ‌ترین فروشگاه اینترنتی ایران نیز دست به تعدیل نیروی کار خود زد و تعداد زیادی از کارمندان خود را اخراج کرد.
در سال‌های گذشته برخی از کارخانه معروف ایرانی با سابقه بیش از نیم قرن تعطیل شدند. به‌طور مثال:
- شرکت ارج با ۷۹ سال سابقه به دلیل انتصاب مدیران دولتی، تعطیل شد.[۱۰۲][۱۰۳] بسیاری این شرکت را بخاطر کولرهای آبی می‌شناسند. و در سال ۱۴۰۰ به بخش خصوصی واگذار شد و دوباره بازگشایی شد.
- کارخانه آزمایش که در تولید لوازم خانگی منزل فعالیت داشت، در سالیان اخیر تولیدی نداشت و به احتمال بسیار بالایی هم‌اکنون تعطیل شده است.[۱۰۴]
- کارخانه روغن نباتی قو که در اوایل دهه ۴۰ شمسی تأسیس شد تعطیل شد.[۱۰۵]
- کارخانه پارس کروم خزر که تنها تولیدکننده مواد اولیه چرم (سولفات بازیک) در خاورمیانه بود و گفته می‌شود با کیفیت محصولات آلمانی برابری می‌کرد، بخاطر عدم فروش محصولات و واردات محصولات ارزان و کم تعرفه، تعطیل شد.[۱۰۶]
- تصفیه‌خانه قند ورامین، بخاطر «نداشتن توجیه اقتصادی و بحران در منابع مالی» تعطیل شد.[۱۰۶] اما به ادعای برخی خبرگزاری‌ها این کارخانه دوباره احیاء شده است.[۱۰۷]
- کارخانه چیت ری که در زمینه نساجی و پارچه فعال بود، تعطیل شد.[۱۰۸]

### کاهش قدرت خرید
روز ۷ آذر ۱۳۹۸، گزارش منتشرشده از سوی مرکز آمار ایران حاکی از کاهش قدرت خرید همه دهک‌های جامعه در آبان ۱۳۹۸ بود. مرکز آمار ایران ضمن تأیید افزایش تورم تا بیش از ۴۱ درصد گزارش داده که بیشترین افزایش قیمت در گروه عمده «خوراکی‌ها، آشامیدنی‌ها و دخانیات» با بیش از ۵۳ درصد برای دهک اول و حدود ۶۱ درصد برای دهک دهم بوده است.
به گفته مرکز پژوهش‌های مجلس درآمد سرانه کشور از سال ۱۳۹۰ تا سال ۱۳۹۸ تا ۳۴ درصد کاهش داشته (یک سوم) و با احتساب ۸ درصد رشد اقتصادی، ۶ سال زمان نیاز است تا مردم به سطح درآمد سرانه سال ۱۳۹۰ برسند.
حسن روحانی، رئیس‌جمهور ایران، تحت فشار قرار داشتن «حدود ۷۵ درصد مردم» را تأیید کرد.

### افزایش قیمت مواد غذایی
در شهریور ۱۳۹۹، نتایج تحقیقات «انستیتو تحقیقات تغذیه ای و صنایع غذایی کشور» نشان می‌داد که بسیاری از خانواده‌ها در ایران مصرف گوشت قرمز، سفید، تخم‌مرغ و لبنیات را به شدت کاهش داده یا آنها را از سفره خود حذف کرده‌اند. تحقیقات این انستیتو در سه ماه نخست سال ۱۳۹۹ انجام شد و بیش از ۲۲ هزار خانوار شهری و روستایی را در بر می‌گیرد. در روز ۱۲ مرداد ۱۳۹۹، مرکز افکارسنجی دانشجویان ایران، بر اساس نتایج یک نظرسنجی گزارش داد که بیش از هشت درصد خانوارهای ایرانی در سال ۹۸، گوشت قرمز مصرف نکرده بودند. بر اساس این نظرسنجی، بیش از ۱۴ درصد هم تنها چند بار گوشت قرمز در سال گذشته مصرف کرده بودند.
تیرنگ نیستانی، مدیر گروه انستیتو تحقیقات تغذیه‌ای و صنایع غذایی ایران در ۱۵ شهریور ۱۳۹۹، گفت در صورتی که وضعیت گرانی مواد غذایی ادامه پیدا کند مردم ایران با مشکل سوء تغذیه و بیماری‌های مزمن رو به رو خواهند شد و در صورت ادامه شرایط «باید منتظر افزایش بیماران، چاقی بر اثر سوءتغذیه، کاهش کیفیت رژیم غذایی و مصرف کالری صِرف و البته کم‌وزنی، کوتاهی قد، پوکی استخوان زودرس و بسیاری امراض مزمن و بدخیم بود».

### افزایش خودکشی
افزایش فشارهای اقتصادی منجر به افزایش خودکشی شده و بیش از ۷۰ درصد خودکشی‌ها علت اقتصادی دارند. به گفته وزارت بهداشت آمار خودکشی هر سال ۵ درصد افزایش می‌یابد و و در سال ۹۷ آمار خودکشی حدود ۱۰۰ هزار اعلام شد و استان‌های غربی مانند ایلام، کهگیلویه و بویر احمد، لرستان و کرمانشاه صدرنشین آمار هستند و حدود ۷۳ درصد خودکشی در مناطق شهری و حاشیه‌ها اتفاق می‌افتد. در مهر ۹۸، رئیس انجمن روان پزشکان ایران، گفت «دو سوم موارد اقدام به خودکشی در مناطق حاشیه‌نشین روی می‌دهد و این نشان دهنده نقش مسائل اقتصادی در بروز این موضوع است.». به گفته مرکز تحقیقات استراتژیک ریاست‌جمهوری، امید به آینده در سال ۱۳۹۸ کاهش یافته است.
در سال ۱۳۹۹ برخی از خودکشی‌های معیشتی در شبکه‌های اجتماعی مورد توجه گرفت مانند «خودسوزی یک جانباز بخاطر عدم دریافت وام و مرگ بخاطر سوختگی بالا در بیمارستان»، «به دار آویختن یک کارگر در میدان نفتی هویزه بخاطر عدم پرداخت حقوق وی توسط پیمانکار»، «خفگی ناکام با گاز خانگی یک مادر و دختر»، «پریدن مرد میانسال جلوی قطار در مترو» و «خودکشی یک معلم فقیر و افسرده» و …
در ۲۰ مهر ۱۳۹۹، یک دانش‌آموز ۱۱ ساله اهل بندر دیر بوشهر به اسم محمد موسوی‌زاده بخاطر «نداشتن گوشی هوشمند برای استفاده از شبکه «شاد» آموزش و پرورش و ناتوانی مالی برای خرید گوشی» خودکشی کرد. به گفته مادرش «ما در خانه فقط یک گوشی خراب داشتیم که نه فیلم‌برداری می‌کرد و نه می‌شد با آن وُیس فرستاد. همین باعث غم و غصه پسرم شده بود.» و مدیر مدرسه قرار بود به سه دانش آموز تلفن همراه دهد اما «هیچ گوشی‌ای در کار نبود و تنها دلیل غصه پسرم که باعث شد این بلا را سر خودش بیاورد، نداشتن گوشی بود».
در مهر۱۳۹۹، علی‌اکبر فاطمی، رئیس شورای شهر کاکی در استان بوشهر با اشاره به خودکشی سه جوان و نوجوان در دو هفته گذشته در استان بوشهر، گفت: «از قبل نیز موارد قتل و خودکشی در شهرهای صنعتی استان بوشهر بوده که رسانه‌ای نشده‌اند». او از دانش‌آموز ۱۱ ساله در شهرستان دیر، نوجوان ۱۶ ساله لرستانی در شهرستان کنگان و جوان ۲۱ ساله کارگر در شهرستان جم به عنوان سه مورد خودکشی نام برده که به گفته او «همگی آنها با حلق آویز کردن خود» خودکشی کرده‌اند. وی بدون ارائه آمار دقیقی دربارهٔ این میزان خودکشی در استان بوشهر، از «فقر مالی مردم و اختلافات خانوادگی» و «فرهنگ‌های متفاوت» کارگرانی که از سایر مناطق ایران به بوشهر می‌روند، به عنوان علت اصلی قتل و خودکشی در شهرهای صنعتی این استان نام برد.

### افزایش سرقت
خبرگزاری‌های ایران فقر در روستاها و شهرها را «اسبی سرکش و افسارگسسته» می‌نامند که حیات خانوارها را تهدید می‌کند و باعث ایجاد جرایم در شرایط «تنگنا» می‌شود.
در پی اعتراضات به گرانی بنزین و بر اساس آمار رسمی منتشر شده از سوی مقام‌های انتظامی و قضایی، سرقت در پایتخت و هم در استان‌های ایران افزایش یافت. این سرقت‌ها علاوه بر فروشگاه‌ها، از خودرو، منزل، بانک و در فضای مجازی از حساب مردم نیز صورت گرفت.
در هنگام اعتراضات مردمی آبان ۱۳۹۸، گزارش‌های پلیس از نقاط کشور، حاکی از افزایش ۲۰۰ درصدی سرقت در مریوان کردستان، ۲۳۰ درصد در دورود لرستان، ۱۳۵ درصد در ارزوئیه کرمان، ۸۶ درصد در چرداول ایلام، ۲۷ درصد در قزوین، ۱۱ درصد در خمین اصفهان، ۱۱۲ درصد در گلستان، ۱۳ درصد در مازندران و ارقام مشابه در سایر شهرها و استان‌ها است.
در استان خراسان رضوی پلیس از افزایش ۳۰ درصدی خودرو در ۸ ماه نخست ۱۳۹۸ خبر داد. در همدان، مدیرعامل سازمان حمل و نقل و ترافیک شهرداری پیشتر از رشد سرقت قطعات پله‌برقی‌های شهری و نصب محافظ آهنی و دوربین برای کنترل آن‌ها گزارش داده بود.

### کاهش ارزش ریال
در تیرماه ۱۳۹۹ ارزش بزرگ‌ترین اسکناس ایران (۱۰ هزار تومانی) در برابر کوچک‌ترین اسکناس آمریکا (۱ دلار) به بالای بیست هزارتومان رسید. در شهریور ۹۹ به بالای ۲۵ هزارتومان رسید. و در ۱۰ مهرماه ۱۳۹۹ به ۳۰ هزار تومان رسید. ولی در دی ۱۳۹۹ به زیر ۲۳ هزار تومان رسیدو با کاهش ارزش ریال در اوایل اسفند ۱۴۰۱، قیمت یک دلار آمریکا در بازار آزاد ایران گاهی از مرز ۶۰ هزار تومان نیز گذشت
روز سه‌شنبه ۱۷ تیر ۱۳۹۹، خبرگزاری رویترز در گزارشی میدانی از وضعیت معیشتی مردم در ایران منتشر کرد. به گفته رویترز «از زمان خروج ایالات متحده از توافق هسته‌ای با ایران، واحد پول ایران ۷۰ درصد از ارزش خود را از دست داده است.» و «برآورد می‌شود بانک مرکزی ایران هنوز ذخایر کافی برای پشتیبانی از ریال را داشته باشد، اما با ادامه یافتن کمک آنها به رفع کسری‌های بودجه، این ذخایر نیز در حال ته کشیدن است.».
رویترز اضافه می‌کند که «اکنون در ایران تعداد کسانی که از سختی اقتصادی در امان می‌مانند کمتر شده است. از نخبگان تجاری گرفته تا کارگران معمولی اکنون همه تأثیر سقوط ارزش پول را حس می‌کنند. با افزایش مالیات، کاهش یارانه‌ها، محدودیت دسترسی به بازارهای خارجی به خاطر تحریم و دشواری دست یافتن به ارز لازم برای بازرگانی، هرروزه کسب و کارهای بیشتری از برخورد با مشکلات عدیده خبر می‌دهند. قیمت کالاهای اساسی مثل نان، گوشت و برنج روز به روز بیشتر می‌شود. گوشت با قیمت ۱۰ دلار در هر کیلو الان برای بسیاری دیگر قابل پرداخت نیست.»
در پی اعلام «بازگشت تحریم‌های بین‌المللی علیه ایران» توسط آمریکا، نرخ دلار در روز یکشنبه ۳۰ شهریور ۱۳۹۹، با افزایشی ۲٫۵ درصدی نسبت به روز شنبه، رکورد تازه‌ای برجای گذاشت و به ۲۷ هزار و ۳۰۰ تومان اوج گرفت. قیمت سکه امامی با افزایشی چهار درصدی، به ۱۳ میلیون و ۲۶۴ هزار تومان در روز یکشنبه رسید و رکورد تازه‌ای را رقم زد. قیمت انواع دیگر سکه‌ها نیز افزایش چشمگیری یافت. در روز ۲۶ شهریور ۱۳۹۹ طی تشدید افزایش قیمت دلار، عبدالناصر همتی، رئیس کل بانک مرکزی، اعلام کرد بانک مرکزی ضمن عرضه «سنگین» ارز در بازار نیما، به پتروشیمی‌ها، فولادی‌ها و معدنی‌ها مجوز داده که ارز حاصل از صادرات خود را، علاوه بر صرافی‌های بانکی، مستقیم به صرافی‌های مجاز بفروشند.
در ۱۰ مهرماه ۱۳۹۹ قیمت دلار به ۳۰ هزار تومان رسید و قیمت سکه تمام بهار آزادی از مرز ۱۵ میلیون و ۲۰۰ هزار تومان گذشت.
در شهریور ۹۹ قیمت دلار از ۲۵ هزار تومان بالاتر رفت و برخی کانال‌های اطلاع‌رسانی قیمت ارز، قیمت روز ۱۸ شهریور برای فروش هر دلار تهران را ۲۵ هزار و ۲۵۰ تومان اعلام کردند. در ۳۰ شهریور ۹۹، دلار با افزایشی ۲٫۵ درصدی نسبت به روز قبل، به ۲۷ هزار و ۳۰۰ تومان رسید.

### تشدید بیکاری در بحران کرونا
روز ۹ اردیبهشت ۱۳۹۹، مرکز پژوهش‌های مجلس با انتشار گزارشی دربارهٔ پیامدهای اقتصادی بحران کرونا اعلام کرد «بین ۲ میلیون و ۸۷۰ هزار نفر تا ۶ میلیون و ۴۳۱ هزار نفر بیکار خواهند شد» و سال‌های ۹۷ و ۹۸ را بخاطر «تحریم‌ها و شرایط سیاسی و اقتصادی مرتبط به آنها» سال‌های سخت توصیف کرد و گفت سال ۹۹ سال دشواری نسبت به سالیان قبل خواهد بود و بیشترین صدمه را دهک‌های پایین درآمدی خواهید دید.
در مهر ۹۹، عیسی منصوری، معاون اشتغال وزارت کار گفت از شروع دنیاگیری کروناویروس در ایران تاکنون «حدود ۶ میلیون نفر در کشور از کرونا آسیب دیده‌اند و حدود یک و نیم میلیون نفر در مشاغل به علت کرونا ریزش کرده‌اند و کار خود را از دست دادند.» و «از یک میلیون و ۵۰۰ هزار نفری که در دوران کرونا بیکار شده‌اند، حدود ۱۵۵ هزار و ۷۰۰ نفر از اسفند تاکنون نتوانسته‌اند دوباره شاغل شوند».

## اعتصابات
ادامه بحران اقتصادی در ایران موجب شد تا در اوایل تیر ماه ۱۳۹۷ بخشی از بازاریان بازار بزرگ تهران نیز در اعتراض به سقوط مستمر ارزش ریال و وضعیت اقتصادی و رکود حاکم بر بازار، مغازه‌های خود را تعطیل کنند. این اعتصابات در بازارهایی مانند پاساژ علاءالدین و بازار چارسو و در چند شهر دیگر نیز رخ داد.
اعتصاب سراسری کامیون‌داران در ایران از روز اول خرداد ۱۳۹۷ در ۱۶۰ شهر از ۲۵ استان ایران آغاز شد. این اعتصابات در واکنش به گرانی لوازم یدکی، لاستیک، روغن و هزینه بالای تعمیرات و کاهش سهمیه سوخت و افزایش قیمت بیمه‌ها، عوارض اتوبان‌ها و… همچنان «ثابت ماندن کرایه بار» صورت گرفت که به مدت چندین روز ادامه داشته است. موج دوم اعتصاب کامیون‌داران ایران پس از آنکه به مطالباتشان در اعتصاب خرداد ۱۳۹۷ نرسیدند، از روز اول مهر ۱۳۹۷ آغاز شد و به مرور در اکثر استان‌های ایران، ۲۳۶ شهر را دربرگرفت.

### تحلیل
- روند رشد نقدینگی کشور در دهه ۹۰ و ایجاد بحران اقتصادی: چرا خروج آمریکا از برجام مثل جرقه‌ای شد در انبار باروت مهیا شده شد؟
- فراتر از شیوع همه‌گیر کرونا: دلایل بحران اقتصادی ایران چیست؟
- چرا اقتصاد ایران متحول نمی‌شود؟
- چرا کسی مثبت شدن رشد اقتصادی ایران را باور نمی‌کند؟
- آنچه آمارهای رسمی نشان می‌دهند؛ تهدید اَبَرتورم برای اقتصاد ایران
- اقتصاد ایران در بحران: نابودی طبقه متوسط، وضعیت وخیم طبقه محروم
- پرواز دلار در ایران؛ تا کجا، تا چند؟
- چرا داشتن یونیکورن ایرانی همچنان یک رویاست؟
- اقتصاد ایران به روایت پنج نمودار در پنجمین سالگرد برجام
- کاهش ۵۸ درصدی صادرات ایران به چین
- اقتصاد ایران در سال ۱۳۹۹؛ کرونا، تحریم و تورم
- سالی که گذشت، سال بد بود
- چرا روحانی بدترین رئیس‌جمهور تاریخ جمهوری اسلامی است؟
- یوتیوب - بحران اقتصادی ایران و هشدارهای جدی ترامپ: ایران در التهاب
- چشم‌انداز تاریک اقتصاد ایران در سال ۱۴۰۲؛ ترکیب دشوار تورم و رکود و بی‌پولی
- اقتصاد ایران در سال ۱۴۰۱؛ سال جولان فقر، رکوردشکنی قیمت‌ها و شکست‌های پیاپی دولت
- فلج اقتصادی دولت رئیسی و فقیرسازی در جامعه
- اعتراف دولت رئیسی به کسری شدید بودجه، بیکاری، گرانی و تورم
- براساس یک نظرسنجی بازاریان ایران به سال ۱۴۰۱ خوشبین نیستند
- صعود بهای دلار در ایران و تأثیرات اقتصادی آن
- اذعان پژوهشکده دولتی: ایران در میان پنج کشور با بدترین نرخ تورم غذایی جهان
- رکوردشکنی نرخ تورم در ایران علی‌رغم ترفندهای آماری
- گزارش جاب‌ویژن از وضعیت مهاجرت: ۷۷ درصد شاغلین تمایل زیادی به مهاجرت دارند
- گزارش صندوق بین‌المللی پول: ایران برای جلوگیری از کسری بودجه نیاز به نفت ۳۵۲ دلاری دارد
- صندوق بین‌المللی پول: ۱۴۰۲ رشد اقتصادی ایران کاهش و بدهی دولت افزایش می‌یابد
- بالاترین رکورد در تاریخ جمهوری اسلامی؛ تورم در اسفندماه به ۶۴ درصد رسید
- وضعیت ایران در پنجمین سالگرد خروج آمریکا از برجام؛ هر سال بدتر از پارسال
- فایننشال‌تایمز: دولت ابراهیم رئیسی داده‌های واقعی تورم را پنهان می‌کند
- تورم مسکن در ایران از ۶۰ درصد گذشت؛ تلاش دولت برای «بگیر و ببندهای» تازه در بازار
- وضعیت قرمز در اقتصاد ایران؛ رونمایی از بدهی سه هزار هزار میلیارد تومانی دولت
- گزارش‌ها از تورم «۷۰ درصدی» در ایران به‌دنبال پنهانکاری دوماهه بانک مرکزی در انتشار آمارهای رسمی

### کارگران
- در تابستان ۹۹ بر کارگران روزمزد چه گذشت؟
- در جست‌وجوی خانه ۱۳ دلاری برای کارگران
- حقوق کارگران ۲٬۵ میلیون تومان، خط فقر ۱۰ میلیون
- بیکاری و فقر کارگران ساختمانی و وعده‌های مبهم رئیس کمیته اشتغال مجلس
- روزنامه شرق: تهدید ۳۰۰ کارگر به فروش کلیه
- کشاورزان اصفهانی به دلیل بیکاری مهاجرت می‌کنند
- شرق اصفهان: آب نیست، کشاورزان زمین‌ها را می‌فروشند

### کمیابی کالاها
- تهاتر بدهی‌های عراق به ایران با واکسن کرونا
- پایگاه خبری آفتاب - روایت «لس‌آنجلس‌تایمز» از گرانی و کمبود پوشک در ایران و نگرانی خانواده‌ها
- مشکل کمبود نان در ایران سراسری شده است
- به دلیل گرانی، گوشت قرمز «در حال ناپدید شدن» از سفره طبقه کم‌درآمد و متوسط ایران است
- ورشکستگی بازار چاپ و نشر کتاب در ایران و رونق خریدوفروش دست‌دوم‌ها

### فقر
- حرف مردم: چرخ زندگی دیگر نمی‌چرخد
- قصه‌های تن‌فروشان و دلالان جنسی تهران زیر پوست ممنوع شهر
- فروش اعضای بدن، خودزنی عمدی؛ چهره دیگری از فقر در ایران
- بحران تأمین اجتماعی: فقر بازنشستگان، صندوق‌های ورشکسته
- بورس و رؤیای پولدار شدن طبقه متوسط
- دخل و خرج خانوار: سفره‌ها آب رفت
- در روستاها از هر ۵ نفر یکی فقیر است
- دوره انتظار خرید مسکن از ۱۰۰ سال گذشت
- سوء تغذیه۱۷ استان را تهدید می‌کند
- طلافروشان اهواز هر ۴٬۵ روز یکبار طلا فاکتور می‌کنند
- کاهش چشمگیر خرید میوه در نوروز ۱۴۰۲؛ «مردم دیگر سبدی میوه خرید نمی‌کنند»

### فروش کودکان
- کودکانی که فروخته می‌شوند؛ از ۴۰۰ هزار تومان تا هشت میلیون
- فروش نوزاد در ایران سه برابر شد؛ فروشندگان، فقرا هستند
- بازداشت سه نفر که نوزادان ایرانی را تا ۵۰ میلیون تومان می‌فروختند

### فساد
- صادرکنندگان کارتن خواب؛ چطور ارز دولتی به فساد مالی در ایران دامن زد
- سهم آیت‌الله‌ها و مدیران بالادستی از بودجه عمومی

### مهاجرت
- «کاهش سن مهاجرت» در ایران؛ گزارش‌ها از مهاجرت دانش‌آموزان به کانادا و ترکیه رادیو فردا
- مهاجرت «تعداد قابل توجهی» از سازندگان مسکن از ایران به ترکیه رادیو فردا
- اعتراف مجلس و دولت به کمبود دارو و «مهاجرت» شرکت‌های دارویی به ترکیه رادیو فردا